# Vera forma
La vera forma, in geometria descrittiva, è la rappresentazione di una figura piana (o di una superficie sviluppabile) rispetto a un piano parallelo a essa. In altre parole una figura è rappresentata in vera forma se non è scorciata, e dunque se le lunghezze dei suoi lati e le ampiezze dei suoi angoli sono proporzionali a quelli della figura reale. Se oltre a essere proporzionali sono congruenti si parla di una figura in vera forma e misure.
Per rappresentare in vera forma una figura piana occorre eventualmente ribaltarla sul piano di costruzione, detto quadro, o su un piano ad esso parallelo. Per rappresentare in vera forma una superficie curva occorre svilupparla o srotolarla in modo da riportare tutti i suoi punti su uno stesso piano.

## Vera forma di una figura piana nei vari metodi di rappresentazione

### Nelle proiezioni ortogonali
Date le proiezioni ortogonali di un triangolo {\displaystyle ABC} giacente su un piano genericamente inclinato la vera forma di tale triangolo  può essere ottenuta, ribaltando il piano su uno dei due piani di proiezioni 1 e 2 o, anche, su un piano parallelo ad essi, cioè, val a dire sul piano orizzontale (PO) o verticale (PV). Deciso di eseguire il ribaltamento sul piano 1, la procedura consiste nelle operazioni, rispettivamente, quella di ribaltare un solo vertice ad esempio {\displaystyle A} e quella di applicare l'omologia tra la prima proiezione {\displaystyle A_{1}B_{1}C_{1}} del triangolo {\displaystyle ABC} e la sua vera forma {\displaystyle A^{*}B^{*}C^{*}}. Gli elementi sufficienti per applicare l'omologia sono:
- due punti corrispondenti, che possono essere {\displaystyle A_{1}} (la proiezione di {\displaystyle A} sul piano 1, orizzontale) ed {\displaystyle A^{*}} (ribaltamento di {\displaystyle A});
- centro dell'omologia, in questo caso, è individuato dalla retta congiungente i punti corrispondenti {\displaystyle A_{1}A^{*}}. tale retta ha direzione perpendicolare alla prima traccia di alpha, per tale ragione l'omologia viene detta affinità ortogonale;
- asse dell'omologia, è la retta definita come luogo geometrico dei punti uniti, cioè quello che hanno si stessi come propri corrispondenti. Per determinare gli altri punti {\displaystyle A^{*}} e {\displaystyle B^{*}} corrispondenti dei punti noti {\displaystyle A_{1}} e {\displaystyle B_{1}}, si procede tenendo presente le seguenti considerazioni:
  - punti corrispondenti appartengono a rette corrispondenti e sono, anche, allineati con il centro dell'omologia;
  - rette corrispondenti passano per punti corrispondenti e si incontrano sull'asse dell'omologia.

Per esempio per determinare {\displaystyle B^{*}} corrispondente di {\displaystyle B_{1}}:
- si prolunga il lato {\displaystyle A_{1}B_{1}} fino ad incontrare l'asse dell'omologia (coincidente con {\displaystyle t'(\alpha )}) individuando {\displaystyle T'a}: prima traccia della retta a per il lato oggettiva {\displaystyle {\overline {AB}}};
- si unisce {\displaystyle T'a} con {\displaystyle A^{*}} individuando {\displaystyle a*} come retta corrispondente di {\displaystyle a_{1}};
- si traccia per {\displaystyle B^{*}} una retta perpendicolare all'asse dell'omologia che incontra {\displaystyle a^{*}} nel punto cercato {\displaystyle B^{*}} corrispondente di {\displaystyle B_{1}};
- analogamente si procede a determinare {\displaystyle A^{*}} corrispondente del punto {\displaystyle A_{1}} per completare il triangolo {\displaystyle A^{*}B^{*}C^{*}} che è congruente e simile ad al triangolo oggettiva {\displaystyle ABC}.

### Nella prospettiva
Grazie alla restituzione prospettica si può passare da una prospettiva alla vera forma della sua pianta grazie ad alcuni procedimenti grafici.